# بوبکر کویاته
بوبکر کویاته (انگلیسی: Boubakar Kouyaté؛ زادهٔ ۱۵ آوریل ۱۹۹۷) بازیکن فوتبال اهل مالی است.
از باشگاه‌هایی که در آن بازی کرده است می‌توان به باشگاه فوتبال تروا، باشگاه فوتبال متس، و باشگاه فوتبال اسپورتینگ سی‌پی بی اشاره کرد.
وی همچنین در تیم‌های ملی فوتبال زیر ۲۰ سال مالی و مالی بازی کرده است.